# مارك لوندبيرغ
مارك لوندبيرغ (بالإنجليزية: Mark Lundberg)‏ هو مغني أوبرا أمريكي، ولد في 25 مارس 1958، وتوفي في 15 أغسطس 2008.